# Nikica Kalogjera
Nikica Kalogjera, född 19 maj 1930 i Belgrad, död 27 januari 2006 i Zagreb, var en kroatisk kompositör och dirigent. Han var gift med schlagersångerskan Ljupka Dimitrovska från 1968 till sin död.
Han komponerade den officiella musiken för Vinter-OS i Sarajevo 1984. Han dirigerade även de tävlande bidragen för Jugoslavien i Eurovision Song Contest 1972, 1986, 1987, 1988, och 1989.